# 博愛醫院歷屆總理聯誼會梁省德中學
博爱醫院歷屆總理聯誼會梁省德中學（英語：The Assn. of Directors & Former Directors of Pok Oi Hospital Ltd. Leung Sing Tak College，簡稱LSTC），是一所位於香港新界荃灣石圍角邨的政府資助中學，於1979年創校。學校校訓為「博愛行仁，省善修德」。

## 宗旨
以校訓「博愛行仁，省善修德」為基，以德智體群美五育為本，推行反璞歸真的教育：教師熱心投入教學，對學生有很高的期望，關心學生成長，課後留校支援學生，讓他們養成持續學習的習慣；同時，鼓勵學生參加適當的課外活動，培養刻苦耐勞的精神和腳踏實地的處世態度，使他們成為有良好品德和文化修養的知識分子，能立足社會，學校目標成為一所高效能的中學，發揮社會流動功能。

## 收生及教學語言
梁省德中學共有24班。中一至中六各設4班每班平均約34人。
除英文科，該校中一至中六以下科目以英文作為授課語言，包括數學科、綜合科學科、物理、化學、生物、經濟、地理（中四至中六）、數學延伸部分單元二（代數與微積分），其餘以中文作為授課語言。中一至中三各有一班用普通話來教授中文。

## 語文政策
學校著重培育學生兩文三語的能力及國際視野，透過不同活動增加學生對學習英語的興趣及建立一個良好的英語學習環境，推行國際交流生就讀計劃，安排外籍學生就讀本校，與校內本地學生一起以英語學習及生活。其他計劃包括英語遊學團、中英文早讀計劃、中英文及普通話朗誦、早會演講及與英語老師對話、英語攤位遊戲日、英語常識問答比賽、說英語計劃、英文查字典比賽、英文拼字比賽、校園英語電台廣播、英語拼音班、英語話劇班及英文故事創作班、出版中英文校報及中英文文集等。

## 課外活動
該校學生不但積極參與校內活動，也活躍於校外比賽，並取得令人鼓舞的成績。在體育和音樂方面，田徑隊和中樂團的表現享譽荃灣及離島區。其中男子田徑隊在荃灣離島區學界比賽，連續四十二年獲得全場總冠軍，女子田徑隊亦不遜鬚眉，最近二十六年連續獲得女子組全場總冠軍；在2016年度校際越野比賽，田徑隊亦獲得男女子全場總冠軍。中樂團於2014-15年度香港青年音樂匯演中樂團中學組（26－45人）榮獲金獎，亦於第69屆至第70屆香港學校音樂節中樂團中級組（25－35人）榮獲榮譽獎狀及季軍。此外，學校在校際朗誦節及音樂節比賽中，同樣表現出色，屢獲殊榮。

## 四社
梁省德中學以「博」（藍）﹑「愛」（綠）﹑「省」（紅）﹑「德」（黃）作為社名，代表「博愛行仁，省善修德」。

## 環境設備
校舍面積約四千餘平方米，鄰近城門谷公園、運動場及游泳池，環境清幽，有利學生進行各種體育運動。校舍設備完善，學生有充足的活動空間和良好的學習環境。本校所有課室、特別室和禮堂均已裝設空調，所有課室更備設電視、投映機及網絡接點，方便教師應用資訊科技教學。校內有大型圖書館及電腦輔助學習室，設置完備。學校十分重視教學質素，剛於去年增撥資源，更換校內伺服器、手提電腦、課室內電腦、投影機、投影屏幕、課室冷氣，總額超過100萬元，改善學生上課學習環境。去年獲政府撥款約400萬元，用作改善學校環境，包括禮堂維修及全校翻新工程。

## 爭議
2009年，博愛醫院歷屆總理聯誼會梁省德中學以「嚴重違反教師專業操守」為由解僱一名涉及風化案的已婚數學教師吳健榮。他其後入稟勞資審裁處，向校方追討四十多萬元賠償以及要求發出正式的離職證明。校方有見警方當時沒有起訴吳姓教師，於是改向教育人員專業操守議會投訴。該名吳姓老師已於當年離職。

## 校友
- 楊文德：順德聯誼總會李兆基中學校長
- 吳向紅：摩根大通經濟學家
- 李浩森：超級巨聲1
- 鄧小巧：香港女歌手（2007年中七）[3][4][註 1]
- 王淑玲：香港女演員及模特兒
- Jan Curious：香港獨立搖滾樂隊 觸執毛 主音
- 梁富麗：解夢分析師
- 潘欣妮：香港女歌手
- 顏武周：新公務員公會會長
- 游嘉欣：香港無綫電視女藝人
- 許軼：全民造星IV季軍、COLLAR成員
- 莊子璇：2023年度香港小姐競選冠軍

## 周圍景點
- 荃灣公立何傳耀紀念中學
- 石圍角邨
- 城門谷運動場
- 城門谷公園
- 城門谷游泳池
- 保良局姚連生中學

## 外部連結
- 學校大全 （页面存档备份，存于）

22°22′34″N 114°07′32″E / 22.3760899°N 114.125544°E